# إدوارد جاي نيل
إدوارد جاي نيل (بالإنجليزية: Edward J. Nell)‏ هو اقتصادي أمريكي، ولد في 16 يوليو 1935 في ريفرسايد في الولايات المتحدة.